# Dorstenia bonijesu
Dorstenia bonijesu é uma espécie de planta do gênero Dorstenia e da família Moraceae. 

## Taxonomia
A espécie foi descrita em 1983 por Jorge Pedro Pereira Carauta e Marie da Conceição Valente. 

## Forma de vida
É uma espécie terrícola e herbácea. 

## Descrição
Ervas acaulescentes; parte supraterrânea dos caules curta ou até 7 centímetros de comprimento, ereta a ascendente, 1-5 milímetros de espessura, pubérula com tricomas retrorsos uncinados; entrenós curtos, alguns com com cerca de 0,8 centímetros de comprimento. Folhas espiraladas, (sub) rosuladas; lâmina de contorno ovado a subcordiforme, comumente pseudo trifoliolada, ou 3-lobada a quase inteira, 5-11(-17) x 6-14(-21) centímetros, membranácea, o segmento mediano simétrico, os laterais assimétricos, inteiros ou ocasionalmente bífidos; ápice acuminado; base (sub)aguda, peciólulos até 3 milímetros de comprimento; margens subinteiras a crenado-denteadas; face adaxial (sub) glabra; face abaxial sobre as nervuras pubérulas com tricomas uncinados (retrorsos) nervuras secundárias do segmento mediano: 6-10 pares, ligados em alça, nervuras terciárias reticuladas a subescalariformes pecíolo 4,5-17(-30) centímetros de comprimento, pubérulas a hirtelas, com tricomas retos a uncinados;
A planta possui estípulas estreito-ovadas a triangulares, de até 0,6 centímetros de comprimento, acuminadas, pubérulas com tricomas retrorsos uncinados. Cenantos verdes; pedúnculo 6-12 centímetros de comprimento, alargado gradualmente até o receptáculo, pubérulas com tricomas em sua maioria retos e retrorsos; receptáculo ligado pelo centro, turbinado a pouco profundamente urceolado, com contorno orbicular, 2,5-3 centímetros de diâmetro; face externa do cenanto pubérulo, com tricomas retrorsos uncinados mais conspícuos, nervação de cor mais escura quando seca, margem (sub) crenada, franja com cerca de 3-4 milímetros larg., diminutamente pubérula; brácteas em uma única fileira (sub) marginal, ovadas, 0,5-1,2 milímetros de comprimento, as mais curtas e as mais longas alternadas entre si, híspidas; flores estaminadas e pistiladas entremeadas; tépalas 2; estames 2; filetes mais longos do que o perianto; estigmas não analisados. Endocarpo com cerca de 1,5 x 1,5 mm, liso ou tuberculado.   
| Caule                | Caule               |
| -------------------- | ------------------- |
| caule do tipo        | rizoma aéreo        |
| indumento caulinar   | glabro              |
| entrenó              | congesto            |
| estípula             | triangular foliácea |
| estípula nervação    | uninérvea           |
| Folha                |                     |
| pecíolo              | mediano/alongado    |
| lâmina foliar        | fendida             |
| base                 | arredondada         |
| margem               | inteira             |
| ápice                | agudo               |
| Inflorescência       |                     |
| cenanto externamente | verde               |
| pedúnculo            | alongado            |
| receptáculo          | circular            |
| margem               | bracteada           |
| franja               | não distinta        |
| Flor                 |                     |
| cor                  | branca/verde        |
| estaminada           | entre às pistilada  |
| estame               | alvo/bege           |

## Conservação
A espécie faz parte da Lista Vermelha das espécies ameaçadas do estado do Espírito Santo, no sudeste do Brasil. A lista foi publicada em 13 de junho de 2005 por intermédio do decreto estadual nº 1.499-R. 

## Distribuição
A espécie é encontrada nos estados brasileiros de Espírito Santo, Minas Gerais e Rio de Janeiro. 
A espécie é encontrada no domínio fitogeográfico de Mata Atlântica, em regiões com vegetação de Floresta Estacional Perenifólia e floresta ombrófila pluvial.